# El Juicio
El Juicio: la vida y la crucifixión inevitable de Jesús es un libro de contenido histórico escrito por Gordon Thomas y editado por Plaza y Janés en 1989.

## Temática
Trata acerca de los acontecimientos que llevaron a la crucifixión de Jesús de Nazaret. Describe, las reacciones que este personaje despertó en la institución sacerdotal judía, así como en el poder romano, particularmente en la figura de Poncio Pilatos. Narra aspectos de Jesús poco conocidos, como su afición al circo romano y su participación frecuente en ejercicios de oratoria y actuación.
Hace esbozo de personas que tuvieron algún tipo de influencia en la vida de Jesús: María Magdalena, María y María de Betania; la relación con estas y su papel en su crucifixión. Explica cómo el cuerpo sin vida del Nazareno, fue sacado del sepulcro al tercer día para evitar su secuestro, debido a las revueltas que en sus seguidores causó la ejecución, también desarrolla el contexto en el cual se dio la cremación de María al momento de su fallecimiento.

## Sobre el juicio realizado a Jesús
Cabe resaltar que: 

El juicio de Jesús es el problema aislado más interesante que puede presentar la jurisprudencia histórica.
A.T.INNES:The trial of Jesus Christ: A Legal Monograph